# إيمانويل شاربنتييه

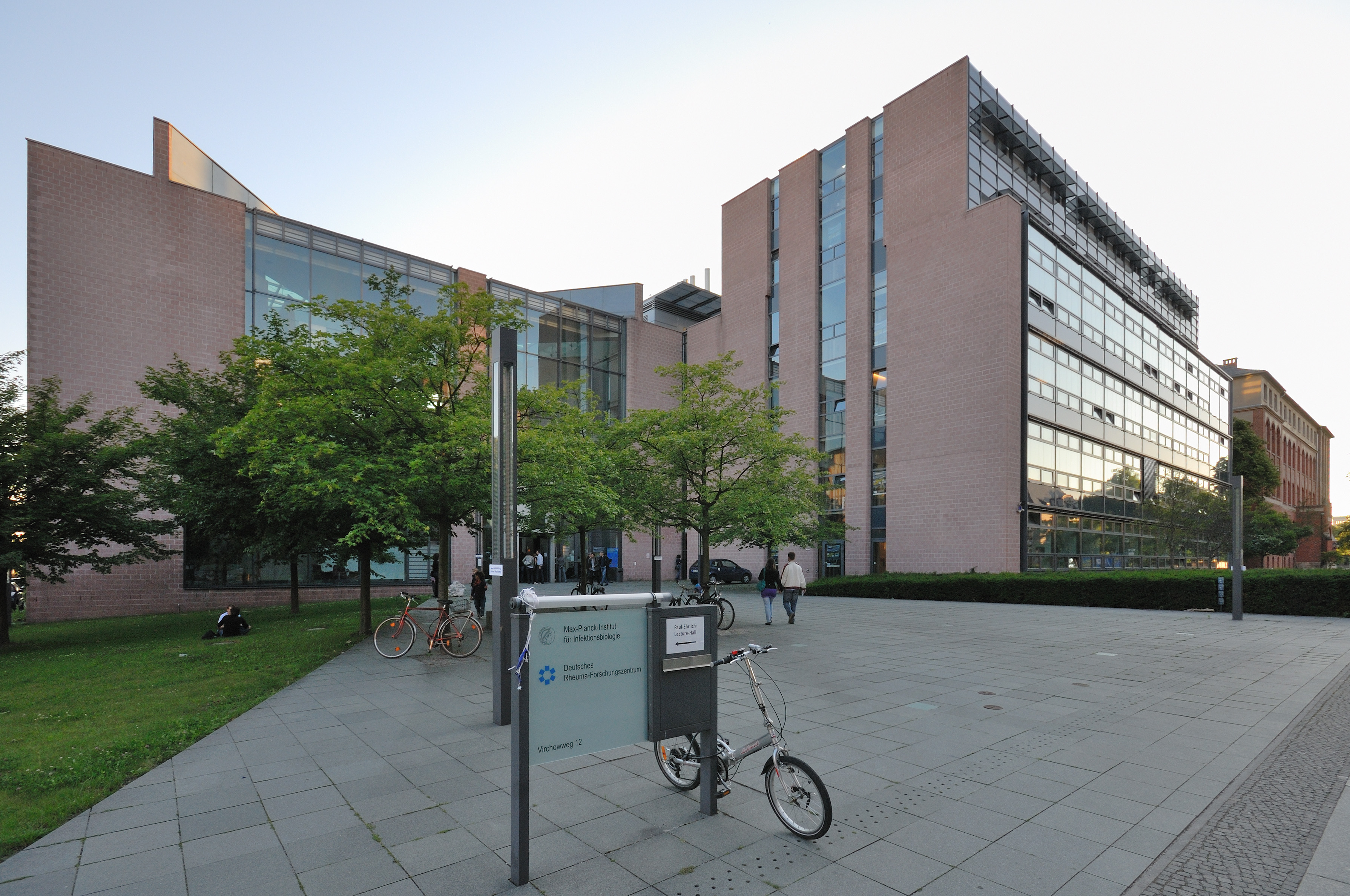
معهد ماكس بلانك لبيولوجيا العدوى في برلين ، ألمانيا

إيمانويل ماري شاربنتييه (بالفرنسية: Emmanuelle Charpentier)‏ هي عالمة مناعة وعالمة وراثة وأستاذة جامعية وعالمة كيمياء حيوية وعالمة أحياء دقيقة فرنسية، ولدت في 11 ديسمبر 1968 في جوفيزي سور أورج في فرنسا. منذ عام 2015، تشغل منصب مدير معهد ماكس بلانك لبيولوجيا العدوى في برلين. في عام 2018، أسست معهد أبحاث مستقل، وحدة ماكس بلانك لعلوم مسببات الأمراض. في عام 2020، مُنحت شاربنتييه وجنيفر داودنا جائزة نوبل في الكيمياء «لتطوير طريقة للتحرير الجيني».

## النشأة والتعليم
ولدت شاربنتييه في عام 1968 في جوفيسي سور أورج [الإنجليزية] في فرنسا، ودرست الكيمياء الحيوية وعلم الأحياء المجهرية وعلم الوراثة في جامعة بيير وماري كوري (اليوم كلية العلوم بجامعة السوربون) في باريس. كانت طالبة دراسات عليا في معهد باستور من عام 1992 إلى عام 1995، وحصلت على درجة الدكتوراه في أبحثها عن الآليات الجزيئية المشاركة في مقاومة المضادات الحيوية.

## جوائز
- 2020 - جائزة نوبل في الكيمياء.
- 2020 - جائزة وولف في الطب.

## وصلات خارجية
- الموقع الرسمي